# Euphorbia gillettii
Euphorbia gillettii es una especie fanerógama perteneciente a la familia de las euforbiáceas. Es endémica de Somalía.

## Descripción
Es una  planta suculenta perennifolia que forma agrupaciones densamente acolchadas, con una raíz tuberosa gruesa y carnosa, de 5 cm de grosor en el ápice, adelgazándose y ramificándose a continuación con ± 20 cm de largo, las ramas de hasta 30 cm de largo, erectas, a continuación formando un arco, moden 0,7-1,5 cm de espesor, y son 4 (-5) angulares.

## Ecología
Se encuentra en el gneis en la cima de las montañas, laderas pedregosas de piedra arenisca o cuarcita o laderas con estratos de piedra caliza y arenisca; en bosques  abiertos de Acacia y matorrales secos de hoja perenne, en matorral mezclada con Acacia; a una altitud de  1100-1825 metros.
Especie cercana a Euphorbia tetracanthoides.

## Variedades
- Euphorbia gillettii ssp. gillettii
- Euphorbia gillettii ssp. tenuior S.Carter 1977

## Taxonomía
Euphorbia gillettii fue descrita por P.R.O.Bally & S.Carter y publicado en Cactus and Succulent Journal 49: 179. 1977.
Etimología
Euphorbia: nombre genérico que deriva del médico griego del rey Juba II de Mauritania (52 a 50 a. C. - 23), Euphorbus, en su honor – o en alusión a su gran vientre –  ya que usaba médicamente Euphorbia resinifera. En 1753 Carlos Linneo asignó el nombre a todo el género.
gillettii: epíteto otorgado en honor del botánico inglés Jan Bevington Gillett (1911 - 1995).